# William Whipple Warren
William Whipple Warren, född 27 maj 1825 i La Pointe, i dåvarande Minnesotaterritoriet nu i Wisconsin, USA, död 1 juni 1853 i Saint Paul, Minnesota, var en huvudsakligen autodidakt amerikansk etnolog, historiker, politiker och journalist. Hans postumt publicerade bok om ojibwaindianernas historia är fortfarande standardverk för ämnet.
William Warren var son till Lyman Marquis Warren (1794-1847) och ättling till Richard Warren,  en av de puritaner som kommit från England med Mayflower 1620. Lyman M. Warren var pälshandlare som först konkurrerade lokalt med American Fur Company och sedermera blev underleverantör för dem och till sist anställd som distriktschef.
På mödernet var William Warren till största delen ojibwa. Hans morfar, pälshandlaren Michel Cadotte, var till hälften av fransk härkomst, till hälften ojibwa, och hans mormor var dotter till ojibwahövdingen Waubijejauk (”vit trana”). Warrens mor, Mary Cadotte (död 1843), var således ¾ ojibwa och kunde inte ett ord engelska, vilket närmast med automatik ledde till att William Warren blev genuint tvåspråkig.
Tvåspråkigheten skapade tillsammans med ett starkt etnologiskt och historiskt intresse en unik möjlighet för Warren att dokumentera det han kallade ”mina röda bröders historia” under 1600- och 1700-talen i en tid då den ännu var aktuellt stoff i ojibwaernas berättelser. Warrens språkkunskaper och hans förmåga att uttrycka sig på båda sina språk som vuxen ansågs närmast unika av hans samtida omgivning. Ingen av Warrens ojibwasläktingar ansåg sig behärska sitt modersmål lika bra som han. 
William Warren gick de fyra första åren av sin skoltid i Indian School i La Pointe, därefter två år i en vanlig skola i Clarkson, New York, där han bodde hos sin farfar, och avslutade sin utbildning vid ett läroverk i Oneida County i delstaten New York som hette Oneida Institute. Efter avslutad skolgång erhöll Warren nästan omgående en statlig anställning som tolk 1842. Med den ekonomiska trygghet en statsanställning innebar dåförtiden kunde han redan samma år gifta sig med Matilda Aitkin som blev mor till parets fyra barn.
Warren ägnade i stort sett all sin fritid till litteratur- och språkstudier samt insamlande av ojibwaernas berättelser om stammens historia. Han läste in alla tidigare publicerade relevanta verk inom sitt ämnesområde, vilket visas av att han ofta kommenterade dem i sitt eget arbete. Eftersom Warren arbetade med sitt modersmål kunde han bland annat korrigera ett relativt stort antal språkliga missförstånd och felöversättningar som gjorts av välmeriterade språkforskare.
Warren engagerade sig också tidigt i lokalpolitiken i Minnesotaterritoriet och invaldes 1850 in som ledamot i territoriets parlament som då hade sitt säte i Saint Paul. När Warren flyttade dit i januari 1851 för att inta sin plats i parlamentet, började han också regelbundet skriva etnologiskt-historiska artiklar i stadens tidning The Minnesota Democrat.
Namnet på Warrens första artikel, publicerad 25 februari 1851, angav det tema och den metod med vilka han arbetat sedan han avslutade sin skolgång och skulle komma att fortsätta arbeta med den korta tid som då återstod av hans liv: ”A brief history of the Ojibways in Minnesota, as obtained from their old men”. Artikeln var en kort sammanfattning av innehållet i den bok om ämnet som Warren hade under arbete.
Warrens livsverk blev färdigt vintern 1852–1853 men han fick aldrig se det i tryck. Han avled under ett besök hos sin syster i S:t Paul 1 juni 1853 av blodstörtning, förorsakad av långt framskriden tuberkulos. Warrens fullbordade manuskript blev liggande under lång tid men trycktes slutligen 1885 på initiativ av The Minnesota Historical Society. Boken har därefter tryckts om i flera nya upplagor.